# Unity (Wisconsin)
Unity – wieś w Stanach Zjednoczonych, w stanie Wisconsin, w hrabstwie Clark.